# Меблева промисловість
Ме́блева промисло́вість
У меблевій промисловості основна частка припадає на випуск побутових меблів (до 60 %), частка офісних та торговельних меблів становить 35 %. Негативно впливає на розвиток меблевої промисловості зростання обсягів імпорту меблів.
Темп зростання виробництва продукції деревообробної промисловості становить — 130,3 %. Найвищих темпів зростання досягнуто у виробництві деревостружкових плит.